# The Witch: Part 2. The Other One
The Witch: Part 2. The Other One (en coreano, 마녀(魔女) Part2. The Other One; romanizado Manyeo) es una película surcoreana de misterio, acción y terror de 2022 escrita y dirigida por Park Hoon-jung. Una secuela de la película de 2018 The Witch: Part 1. The Subversion, está protagonizada por Shin Si-ah, Kim Da-mi, Jo Min-su, Lee Jong-suk y Park Eun-bin. La película se estrenó el 15 de junio de 2022 por Next Entertainment World .

## Sinopsis
Una "niña" (Shin Si-a) que sobrevive sola en el devastado laboratorio secreto "Ark" da su primer paso en el mundo. Kyung-hee y Dae-gil, dos hermanos conocen a la "niña" y se convierten en los únicos amigos. Aparecen personajes con diferentes propósitos, uno tras otro, y comienzan a perseguir a la "niña".
¡Es el comienzo de todo, ya que otra bruja se despierta!

## Reparto
- Shin Si-ah como niña (nombre oficial: "Ark 1 Datum point")[4][5][6]
- Jo Min-su como Doctor Baek
- Park Eun-bin como Kyung-hee[7]
- Lee Jong-suk como Jang, director de un instituto de investigación secreto que busca el paradero de la niña desaparecida[8]
- Seo Eun-soo como Jo-hyeon, un agente de la oficina central que sale para deshacerse de la niña.[9]
- Sung Yoo-bin como Dae-gil, el hermano menor de Kyung-hee y el único amigo de la chica.[10]
- Jin Goo como Yong-doo, el jefe de una organización que perturba la pacífica vida cotidiana de los hermanos Kyung-hee y Dae-gil[11]
- Kim So Min
- Kim Ki Hae[12]
- Seo Yi-ra[13]
- Jung Ra-el[14]
- Justin John Harvey como nuevo ladrón que trabaja con Jo-hyeon.[15]
- Chae Won-bin como una joven luchadora.[16]
- Cha Soon Bae

### Aparición especial
- Kim Da-mi como Goo Ja-yoon[17][18]

## Producción
En la 23.ª edición del Festival Internacional de Cine de Busan el 5 de octubre de 2018, el director Park Hoon-jung y el actor Kim Da-mi asistieron al escenario para saludar a la película The Witch: Part 1. The Subversion anunció la secuela. Cuando se le preguntó sobre la secuela, explicó: "Como aquellos que la han visto, la esperan, pero será la historia posterior a la que se muestra en la película".
Shin Si-ah audicionó para el papel de protagonista en el verano de 2020 y fue seleccionado después de vencer a otros 1408. Lee Jong-suk después de terminar su servicio militar en 2020, regresó con un papel en esta película. Warner Bros. Korea, los titulares de la licencia 'Witch', firmaron un contrato con Next Entertainment World (NEW) para la próxima película del director Park Hoon-jung: Witch 2. NEW realizó la inversión y también distribuirá la película. El equipo original de The Witch: Part 1 también se unió a esta versión. Además del director Park Hoon-jung, el director de fotografía Kim Young-ho, los directores de arte Hwa Seong, Choi Hyun-seok y el director de artes marciales Kim Jung-min están trabajando juntos. Park Eun-bin regresará a la pantalla grande después de nueve años, ya que su última aparición fue en la película Secretly, Greatly de 2013.
La filmación comenzó a fines de diciembre de 2020 y finalizó el 19 de abril de 2021.

## Lanzamiento y promoción
El estreno de la película que estaba programado para abril se pospuso debido a COVID-19. Se estrenó en cines el 15 de junio de 2022 en Corea del Sur.
La película se promociona con algunas formas únicas adoptadas por los distribuidores. Algunos de los métodos de promoción en línea y fuera de línea han atraído la atención de la gente. Desde el 9 de mayo, el sitio web oficial de la película proporcionó información confidencial relacionada con la "niña" (Shin Si-a) que escapó del laboratorio secreto. Además, está planeando un concurso de fan art confidencial de primera clase que se extenderá hasta el 6 de junio. Desde el 16 de mayo, las paradas de autobús alrededor de Gangnam y la parada de autobús en Gangnam-daero desde la estación de Sinsa hasta la estación de Yangjae fueron ocupadas por el anuncio instalado como lenticular. , dando la impresión de un "Camino de brujas", atrajo la atención de las personas que visitaban la zona.
La película se ha vendido en 124 países de todo el mundo y se estrenó simultáneamente en once países junto con el estreno nacional.

## Recepción

### Taquilla
La película se estrenó el 15 de junio en 1559 pantallas. La película se estrenó en primer lugar con 266 526 entradas vendidas en la taquilla coreana.
A partir del 15 de junio de 2022, ocupa el octavo lugar entre todas las películas coreanas estrenadas en el año 2022 con ingresos brutos del equivalente a 3 316 249 dólares norteamericanos y 427 712 entradas.

### Respuesta crítica
Kim Young-sik de Within News, al revisar la película, escribió que la "aparición del Absoluto que es más fuerte que el fuerte" ha "completado la construcción básica del carácter de la cosmovisión de la 'bruja'". Kim elogió las actuaciones de Seo Eun-soo y Jin Goo escribiendo: "Las grandes actuaciones de los actores Seo Eun-soo y Jin Goo para salvar a los personajes principales también son un punto culminante de este trabajo". Revisión final Kim declaró: "La película es un trabajo como el aceite quemado que te hace esperar la próxima tercera entrega al insertar una visión del mundo ampliada en la película". Kim dijo además: "Además, la película muestra a la audiencia una visión del mundo ampliada con el advenimiento de un nuevo absoluto. La estructura de la historia se ha simplificado en comparación con la primera parte, y los personajes también están en el nivel esperado, pero Absolute Girl's la habilidad superará las expectativas de la audiencia.